# Sheath
Sheath – trzeci album zespołu LFO, wydany w 2003 roku.

## Lista utworów
1. Blown
2. Mum-Man
3. Mokeylips
4. Snot
5. Moistly
6. Unafraid to Linger
7. Sleepy Chicken
8. Freak
9. Mummy, I've Had an Accident...
10. Nevertheless
11. 'Premacy